# Марибор (община)
Община Марибор (на словенски: Občina Maribor) е община в Словения. Административен център на общината е Марибор. Населението на общината през 2002 година е 113 113 души.

## Населени места
Общината има 33 населени места:
- Марибор (на словенски: Maribor)
- Брестерница (на словенски: Bresternica)
- Винаре (на словенски: Vinarje)
- Водоле (на словенски: Vodole)
- Върхов Дол (на словенски: Vrhov Dol)
- Гай над Марибором (на словенски: Gaj nad Mariborom)
- Грушова (на словенски: Grušova)
- Догоше (на словенски: Dogoše)
- Еловец (на словенски: Jelovec)
- За Калварийо (на словенски: Za Kalvarijo)
- Згорни Слемен (на словенски: Zgornji Slemen)
- Зърковци (на словенски: Zrkovci)
- Камница (на словенски: Kamnica)
- Кошаки (на словенски: Košaki)
- Лазница (на словенски: Laznica)
- Лимбуш (на словенски: Limbuš)
- Малечник (на словенски: Malečnik)
- Мелски Хриб (на словенски: Meljski Hrib)
- Метава (на словенски: Metava)
- Небова (на словенски: Nebova)
- Пекел (на словенски: Pekel)
- Пекре (на словенски: Pekre)
- Почехова (на словенски: Počehova)
- Разване (на словенски: Razvanje)
- Рибнишко село (на словенски: Ribniško selo)
- Рошпох (на словенски: Rošpoh)
- Руперче (на словенски: Ruperče)
- Средне (на словенски: Srednje)
- Търчова (на словенски: Trčova)
- Храсте (на словенски: Hrastje)
- Хренца (на словенски: Hrenca)
- Целестрина (на словенски: Celestrina)
- Шобер (на словенски: Šober)